# Hemistola ereuthopeza
Hemistola ereuthopeza là một loài bướm đêm trong họ Geometridae.